# モード・アパトー
モード・アパトー（Maude Annabelle Apatow、1997年12月15日 - ）は、アメリカ合衆国の女優、元子役。

## 来歴

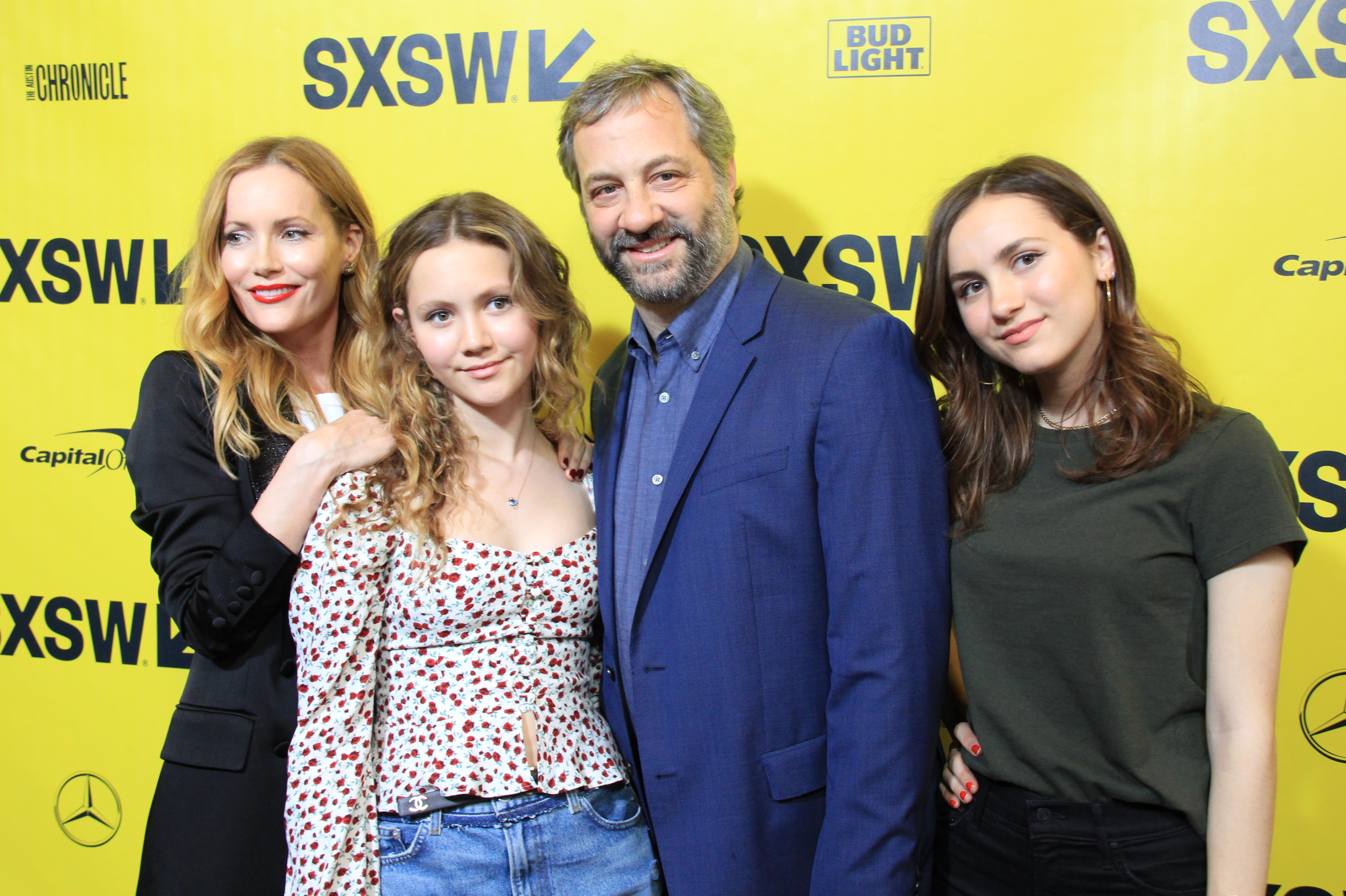
左からレスリー・マン、アイリス・アパトー、ジャド・アパトー、モード・アパトー。2018年撮影。

カリフォルニア州マーセド郡ロス・バノス出身。父親は映画監督・映画プロデューサーのジャド・アパトー、母親は女優のレスリー・マン、妹は女優のアイリス・アパトー。ユダヤ系アメリカ人。母方の曾祖母はフィンランド系。
2005年から子役として活動を始め、父ジャド・アパトー監督の映画を中心に出演、2019年から放送中のテレビドラマ『ユーフォリア/EUPHORIA』にレクシー・ハワード役でレギュラー出演している。
2012年には、アメリカの雑誌『フォーブス』が選ぶ「30歳未満の影響力のある30人」ハリウッド編の1人に選出された。

## 主な出演作品

### 映画
| 公開年 | 邦題 原題                                                  | 役名                       | 備考                     |
| ------ | ---------------------------------------------------------- | -------------------------- | ------------------------ |
| 2007   | 無ケーカクの命中男/ノックトアップ Knocked Up               | セイディー                 | ジャド・アパトー監督作品 |
| 2009   | 素敵な人生の終り方 Funny People                            | メイブル                   | ジャド・アパトー監督作品 |
| 2012   | 40歳からの家族ケーカク This Is 40                          | セイディー                 | ジャド・アパトー監督作品 |
| 2016   | 母が教えてくれたこと Other People                          | アレクサンドラ・マルカヒー |                          |
| 2017   | ハウス・オブ・トゥモロー The House of Tomorrow             | メレディス                 |                          |
| 2018   | アサシネーション・ネーション Assassination Nation          | グレイス                   | [ 8 ] [ 9 ]              |
| 2020   | キング・オブ・スタテンアイランド The King of Staten Island | クレア・カーリン           | ジャド・アパトー監督作品 |

### テレビドラマ
| 公開年 | 邦題 原題                      | 役名                   | 備考                      |
| ------ | ------------------------------ | ---------------------- | ------------------------- |
| 2015   | GIRLS/ガールズ Girls           | クレオ                 | 3エピソード               |
| 2019-  | ユーフォリア/EUPHORIA Euphoria | レクシー・ハワード     | 16エピソード              |
| 2020   | ハリウッド Hollywood           | ヘンリエッタ・コステロ | ミニシリーズ、5エピソード |